# Storrs
Storrs är en ort (CDP) i Tolland County, i delstaten Connecticut, USA. Enligt United States Census Bureau har orten en folkmängd på 15 344 invånare (2010) och en landarea på 14,5 km².